# Rui Nogar
Rui Nogar, pseudonyme de Francisco Rui Moniz Barreto, né le 2 février 1932 à Lourenço Marques (auj. Maputo) et mort le 11 mars 1993 à Lisbonne, est un écrivain et homme politique mozambicain. 

## Biographie
Nogar naît le 2 février 1932 dans la freguesia Nossa Senhora da Conceiçao à Lourenço Marques, de parents tous deux venus de Goa, alors dans l'Inde portugaise. Après des études primaires et secondaires dans cette ville, il devient employé commercial, puis travaille pour une agence de publicité sud-africaine.
Il effectue son service militaire à la batterie d'artillerie côtière de Ponta Mahone. 
En juin 1964 il se rend à Paris pendant ses congés et y rencontre Noémia de Sousa et son mari Gualter Soares. Ils échangent leurs coordonnées avec le projet de se revoir au retour. Par ce biais, quelque temps plus tard à Lourenço Marques, il est contacté par un responsable du Front de libération du Mozambique (FRELIMO) qui lui demande d'organiser une rencontre avec José Craveirinha. Marxiste convaincu, Nogar commence alors à participer aux activités du FRELIMO.
Il est arrêté à la fin de l'année 1964, soupçonné d'activités subversives, et frappé pendant les interrogatoires menés à la Villa Algarve, siège de la PIDE (Polícia internacional e de defesa do estado). Il est incarcéré à la prison de Machava, d'où il tentera en vain de s'enfuir.
Après l'indépendance (1975), il exerce différentes fonctions, notamment directeur du musée de la Révolution à Maputo et directeur national de la Culture. Il est également Secrétaire général de l'Association des écrivains mozambicains (AEMO), député FRELIMO à la Assembleia Popular, future Assemblée de la République.

## Œuvre
Il collabore à plusieurs périodiques engagés, tels que O Brado Africano, Itinerario ou Caliban.
Silêncio Escancarado (1982) est son unique recueil de poèmes et le seul ouvrage publié de son vivant.